# Star Wars: The Empire Strikes Back (videojuego de 1985)
Star Wars: The Empire Strikes Back es la secuela directa del videojuego Star Wars: Return of the Jedi de 1984, aunque indirectamente de Star Wars de 1983. Fue lanzado por Atari Games en 1985 como un kit de conversión para el juego original. Al igual que en Star Wars, el jugador toma el papel de Luke Skywalker en una serie de secuencias de batalla en una perspectiva en primera persona. Específicamente, la cabina de juego cuenta con la Batalla de Hoth y la posterior escapada del Halcón Milenario a través de un campo de asteroides. El juego también fue lanzado para varias computadoras domésticas a finales de los 80 por la compañía de software Domark. Los ports del juego incluyen Amstrad CPC, ZX Spectrum, Atari ST, Commodore 64 y Amiga.

## Visión general
El juego toma la jugabilidad original, gráficos, sonidos, del primer juego de arcade y los actualiza para adaptarse a la nueva película. Los objetos vectoriales ahora son mucho más detallados, y los tiros enemigos con partículas de asterisco que se asemejan a los copos de nieve de La guerra de las galaxias se reemplazan con formas de estrella de vector más simples y claras. El juego era el tercer juego de arcade Star Wars; The return of the Jedi salió el año anterior. 

## Jugabilidad
La principal desviación del primer juego de arcade es la introducción de la bonificación "JEDI". Si el jugador recoge las letras de la palabra, todos los tiros enemigos se eliminarán instantáneamente durante un corto período de tiempo y el jugador recibirá rayas de estilo militar junto a su nombre si logran llegar a la lista de puntuación más alta.
Durante las secuencias de Battle of Hoth, el jugador está volando un Snowspeeder Rebelde. La primera sección tiene al jugador patrullando a Hoth en una misión de búsqueda y destrucción de Probots (Imperial Probe Droids). Las transmisiones imperiales que emanan de los Probots se pueden disparar para prolongar la etapa. Una vez que la transmisión termina completamente, el jugador avanza. Para ganar una letra "JEDI", el jugador debe erradicar el número especificado de probots.
La segunda secuencia de snowspeeder implica el asalto de caminantes AT-AT y AT-ST contra el generador de escudo Rebel. Los caminantes deben ser destruidos o evitados, ya que las colisiones dañarán la nave. El jugador tiene cuatro cables de remolque que pueden usarse para derribar los andadores AT-AT al instante si se disparan contra las piernas del caminante. De lo contrario, el jugador tiene que apuntar a las cabinas rojas para destruir a los caminantes. Para ganar una carta Jedi, el jugador debe erradicar el número especificado de caminantes.
En la segunda mitad del juego, el jugador toma el rol de piloto Han Solo a la cabeza de un convoy que trata de escapar del ataque imperial. Primero, el jugador encuentra una franja de luchadores TIE. Para ganar una carta "JEDI", el jugador debe erradicar el número especificado de luchadores TIE. Cuando el tiempo suficiente expira, el jugador pasa a un campo de asteroides, donde el objetivo es simplemente sobrevivir. Para ganar una carta "JEDI", el jugador debe atravesar el campo y no perder el juego. Una vez terminada la cuarta etapa, el juego comienza de nuevo al comienzo de la Batalla de Hoth en un nivel de dificultad superior.

## Impacto
Según los creadores, el juego no tuvo un impacto tan grande porque no era tan reciente como el anterior juego de arcade Star Wars. Además, el juego se vendió como un kit de actualización para el juego de arcade Star Wars original. Los operadores de Arcade que tenían funcionando Star Wars obtenían ingresos constantes no se decidieron por la actualización.